# دوري أبطال أوروبا للكرة الطائرة للسيدات
دوري أبطال أوروبا للكرة الطائرة للسيدات هي بطولة سنوية لرياضة كرة الطائرة للسيدات تلعب يين أفضل الفرق الأوروبية وينظمها الاتحاد الأوروبي للكرة الطائرة.بدأت أول نسخة للبطولة في موسم 1960-1961.